# Singapore ATP Challenger 2011
Il Singapore ATP Challenger 2011 è stato un torneo professionistico di tennis maschile giocato sul cemento. È stata la 1ª edizione del torneo, che fa parte dell'ATP Challenger Tour nell'ambito dell'ATP Challenger Tour 2011. Si è giocato a Singapore dal 24 al 31 gennaio 2011.

## Partecipanti

### Teste di serie
| Giocatore  | Nazionalità          | Ranking* | Testa di serie |
| ---------- | -------------------- | -------- | -------------- |
| India      | Somdev Devvarman     | 108      | 1              |
| Giappone   | Gō Soeda             | 119      | 2              |
| Italia     | Paolo Lorenzi        | 140      | 3              |
| Russia     | Aleksandr Kudrjavcev | 147      | 4              |
| Rep. Ceca  | Lukáš Rosol          | 162      | 5              |
| Rep. Ceca  | Ivo Minář            | 168      | 6              |
| Brasile    | Thiago Alves         | 169      | 7              |
| Slovacchia | Andrej Martin        | 177      | 8              |

- Ranking al 17 gennaio 2011.

### Altri partecipanti
Giocatori che hanno ricevuto una wild card:
- Serhij Bubka
- Karan Rastogi
- Peerakiat Siriluethaiwattana
- Dmitrij Tursunov

Giocatori passati dalle qualificazioni:
- Michael Lammer
- Frederik Nielsen
- Artem Sitak
- Yang Tsung-hua

## Campioni

### Singolare
Dmitrij Tursunov ha battuto in finale  Lukáš Rosol con il punteggio di 6–4, 6–2

### Doppio
Scott Lipsky /  David Martin hanno battuto in finale  Sanchai Ratiwatana /  Sonchat Ratiwatana con il punteggio di 5–7, 6–1, [10–8]